# 시마다 하나
시마다 하나(일본어: 嶋田 華, 2002년 12월 18일~)는 일본의 여자 축구 선수이다.

## 구단 경력
그녀는 2023년부터 2024년까지 WE리그의 노지마 스텔라 가나가와 사가미하라에서 활동하였다. 2024년 WE리그의 산프레체 히로시마 레지나로 입단했다.

## 국가대표팀 경력
그녀는 2025년 EAFF E-1 풋볼 챔피언십에 참가할 일본 국가대표팀에 발탁되었으며, 7월 13일 대한민국와의 경기에서 데뷔했다.